# Ahmed Shah Bahadur
Ahmed Shah Bahadur (persiska: احمد شاه بهادر), född 23 december 1725 i Delhi i Indien, död 1 januari 1775 i Delhi i Indien, var en indisk stormogul mellan 1748 och 1754. Han var son till Mohammed Nasir och Qudsia Begum.